# Лапидус, Иосиф Борисович
Иосиф Борисович (Борухович) Лапидус (1898, Николаево — 1938, Москва) — советский государственный и партийный деятель.

## Биография
Родился в 1898 году в пос. Николаево Дриссенского уезда Витебской губернии в еврейской семье.
С ноября 1917 года член ВКП(б). Принимал участие в Гражданской войне в Туркестане.
С мая 1933 года по 6 июля 1935 года — первый секретарь Саратовского горкома ВКП(б). С 26 января по 10 февраля 1934 года являлся делегатом XVII съезда ВКП(б) от Саратовской области с правом решающего голоса. В июле-октябре 1935 года — заведующий промышленно-транспортным отделом Саратовского крайкома ВКП(б).
С 1935 года — первый секретарь Сочинского горкома ВКП(б).
На 1937 год — первый секретарь Красносулинского горкома ВКП(б) Ростовской области. Арестован в 1937 году. 13 июня 1937 года выездной сессией Военной Коллегии Верховного Суда СССР осужден по статьям 58-8 и 58-11 УК РСФСР к расстрелу, с конфискацией всего лично ему принадлежащего имущества. Расстрелян в 1938 году. Похоронен на Бутовском полигоне.
Определением Военной Коллегии Верховного Суда СССР от 19 мая 1956 года приговор отменён и дело прекращено в связи с отсутствием состава преступления.

## Семья
- Жена — Киселевская Екатерина Израиловна
  - Сын — Лапидус Феликс Иосифович (род. 02.08.1931, Саратов)
  - Сын — Лапидус Ямс Иосифович (род. 1925, Москва)